# Signum Regis
Signum Regis is een Slowaakse powermetal band, opgericht in 2007 door bassist en songwriter Ronnie König. Ondanks dat ze vaak als een powermetal band worden bestempeld, kan hun muziek ook worden omschreven als melodieuze metal met een focus op progressive metal. De meeste leden van Signum Regis maakte voorheen deel uit van een metalband genaamd Vindex.

## Geschiedenis
In 2007 richtte Ronnie König de band Signum Regis op en samen met de zanger Göran Edman begonnen ze te werken aan een zelfgetiteld album, dat het jaar daarop werd uitgebracht via Locomotive Records.
In 2015 nam de band deel aan de Spark Fresh Blood-wedstrijd georganiseerd door het rockmagazine Spark, Budweiser Budvar en Bandzone.cz. Na bij de laatste 12 te zijn gekomen, trad de band op tijdens het III.Finals Concert, dat plaatsvond op 14 november 2015, in Liberec, Tsjechië. In januari 2016 werd Signum Regis bekendgemaakt als de winnaar van de wedstrijd.
Op 11 september 2018 liet de band op hun officiële Facebook-pagina weten dat de zanger Mayo Petranin de band verliet. De in Portugal woonachtige João "Jota" Fortinho werd in juni 2019 de nieuwe zanger van Signum Regis.
Met Fortinho achter de microfoon werd het album "The Seal of a New World" uitgebracht op 22 november 2019 en kreeg wereldwijd veel aandacht in de muziekpers. In 2022 presenteerde de band Fortinho op het Brainstorm Festival aan de Nederlandse fans.
Op 17 november 2023 verscheen het album "Undivided" via Ulterium Records uit Zweden. Dit album werd in heel Europa bijzonder goed ontvangen, en Rock Hard France verkoos "Undivided" zelfs tot cd van de maand.

## Discografie
- Signum Regis (2008)
- The Eyes of Power (2010)
- Exodus (2013)
- Through The Storm (EP) (2015)
- Chapter IV: The Reckoning (2015)
- Decennium Primum (2017)
- Addendum Primum (EP) (2017)
- The Seal of a New World (2019)
- Undivided (2023)